# Internationaler Botanischer Kongress

Kongress 1987 in Berlin,
Briefmarke 1987

Der Internationale Botanische Kongress (englisch International Botanical Congress, kurz IBC) ist ein Treffen von Botanikern aus der ganzen Welt. Er findet in der Regel alle sechs Jahre statt und wird von der International Association of Botanical and Mycological Societies (IABMS) ausgerichtet.
Durch Beschlussfassung des Kongresses können die im Internationalen Code der Nomenklatur für Algen, Pilze und Pflanzen festgelegten Regeln für die botanische Nomenklatur geändert werden.

## Übersicht über die Kongresse
|       | Jahr | Ort         | Land                   |
| ----- | ---- | ----------- | ---------------------- |
| I     | 1900 | Paris       | Frankreich             |
| II    | 1905 | Wien        | Österreich             |
| III   | 1910 | Brüssel     | Belgien                |
| IV    | 1926 | Ithaca      | Vereinigte Staaten     |
| V     | 1930 | Cambridge   | Vereinigtes Königreich |
| VI    | 1935 | Amsterdam   | Niederlande            |
| VII   | 1950 | Stockholm   | Schweden               |
| VIII  | 1954 | Paris       | Frankreich             |
| IX    | 1959 | Montreal    | Kanada                 |
| X     | 1964 | Edinburgh   | Vereinigtes Königreich |
| XI    | 1969 | Seattle     | Vereinigte Staaten     |
| XII   | 1975 | Leningrad   | Sowjetunion            |
| XIII  | 1981 | Sydney      | Australien             |
| XIV   | 1987 | West-Berlin | Deutschland            |
| XV    | 1993 | Tokio       | Japan                  |
| XVI   | 1999 | St. Louis   | Vereinigte Staaten     |
| XVII  | 2005 | Wien        | Österreich             |
| XVIII | 2011 | Melbourne   | Australien             |
| XIX   | 2017 | Shenzhen    | Volksrepublik China    |
| XX    | 2024 | Madrid      | Spanien                |
| XXI   | 2029 | Kapstadt    | Südafrika              |